# 하남 나들목
하남 나들목(Hanam IC)은 경기도 하남시 천현동에 설치된 중부고속도로의 42번 교차로이다. 나들목 진출입로는 하산곡동, 창우동과 접하고 있다. 요금소는 하남 방향 진입, 청주 방향 진출 차량들의 통행료를 징수하기 위해 설치되어 있다. 본래 중부고속도로 개통 당시에는 존재하지 않았으나, 하남과 양평 지역 주민들의 고속도로 이용편 제고를 위해 총 사업비 470억원을 들여 1997년 4월 2일 착공해 2001년 9월 1일 지금의 나들목이 개통되었다. 하남시내로 진출할 수 있으며, 팔당대교를 통하여 남양주시 와부읍, 조안면 및 양평군 양서면 등지로 갈 수 있다.

## 연혁
- 1997년 4월 2일 : 나들목 신설 공사 착공[1]
- 1997년 7월 10일 : 나들목 신설을 위해 하남시 도시계획시설인 경기도 하남시 천현동 일대 교통광장 변경 고시[2]
- 1999년 7월 15일 : 나들목 연결도로 신설을 위해 하남시 도시계획시설 교통광장을 변경[3]
- 2001년 9월 1일 : 하남 나들목 개통[1]

## 구조물 정보
- 위치: 경기도 하남시 천현동
- 영업소: 경기도 하남시 중부고속도로 116 (천현동)

## 접속하는 도로
- 창우로
- 국도 제43호선 (하남대로)
- 간접 연결 : 국도 제45호선 (미사대로, 팔당대교남단 교차로 이용), 국도 제6호선 (경강로, 팔당대교 이용)

## 교통량 정보
| 요금소        | 통행량 (대/일) | 통행량 (대/일) | 통행량 (대/일) | 통행량 (대/일) | 통행량 (대/일) | 통행량 (대/일) | 통행량 (대/일) | 통행량 (대/일) | 통행량 (대/일) | 통행량 (대/일) | 각주  |
| 요금소        | 2001년         | 2002년         | 2003년         | 2004년         | 2005년         | 2006년         | 2007년         | 2008년         | 2009년         | 2010년         | 각주  |
| ------------- | -------------- | -------------- | -------------- | -------------- | -------------- | -------------- | -------------- | -------------- | -------------- | -------------- | ----- |
| 하남 (개방식) | 5,420          | 10,603         | 16,002         | 19,547         | 22,548         | 24,174         | 26,905         | 29,063         | 28,948         | 26,641         | [ 4 ] |
| 요금소        | 2011년         | 2012년         | 2013년         | 2014년         | 2015년         | 2016년         | 2017년         | 2018년         | 2019년         |                | [ 4 ] |
| 하남 (개방식) | 27,360         | 29,140         | 30,358         | 31,436         | 32,950         | 37,511         | 36,366         | 33,923         | 35,149         |                | [ 4 ] |